# 이바나 루델리치
이바나 루델리치(크로아티아어: Ivana Rudelić, 1992년 1월 25일 ~ )는 크로아티아계 독일인 여자 축구 선수이다. 유소년 시절에는 연령대별 독일 여자 축구 국가대표팀에서 활약했으며 독일이 3위를 차지했던 2008년 FIFA U-17 여자 월드컵에도 참가했다. 2015년부터는 크로아티아 여자 축구 국가대표팀 선수로 활약하고 있다.